# フリーコム・テクノロジーズ
フリーコム・テクノロジーズ株式会社（英語名：Freecom Technologies K.K.）は、東京都千代田区に本社を置く、パソコン周辺機器の製造輸入・販売会社である。
フリーコムグループとしては、オランダに本部があり、ドイツで製品開発、研究開発、プロジェクト管理、物流部門を行い、ヨーロッパ主要都市、オランダ、ドイツ、オーストリア、スウェーデン、イギリス、フランス、スペイン、イタリアに営業所を持つ。
IPOオフィスは香港、アジア営業所は東京、台湾、香港、上海にある。
フリーコムグループは、三菱化学メディアの子会社である。2016年2月末にて、日本での製品販売終了、2018年2月にてサポート終了。

## 概要
パソコン用外付けハードディスク、USBメモリ機器の販売を柱としていた。先進的なデザインや耐衝撃性、セキュリティ方式に特徴があり、2009年には、外付けHDD2.5インチのMOBILE DRIVE XXS、クレジットカードサイズのUSBカード、USBケーブル一体型で耐衝撃性も備えたTOUGH DRIVEファミリーがドイツのレッド・ドット・デザイン賞を受賞した。。
XS、XXS、ClassicⅡなどは東芝レグザやPlayStation 3専用テレビデジタルチューナーのtorneにも対応している。

## 主な製品
- ポータブルハードディスク

Mobile Drive Mgシリーズ
世界的なデザイン賞である「reddot design award winner 2012」を受賞。MacBookのストレージ拡張用にデザインされており、Mac HFS+フォーマット設定済み（一部を除く）。Thunderbolt、FireWire800、USB3.0ポートを備える。320GB、500GB、750GB、1TB。
Mobile Drive Sq
革新的な正方形フォームファクタを採用した魅力的なフォルムの2.5インチ外付けハードディスク。USB3.0ポートを備える。500GB、1TB。
Mobile Drive XXS
世界最小サイズの2.5インチ外付けハードディスク。Porter Classicと共同開発のレザーモデルもある。250GB、320GB、500GB、1TB。
Mobile Drive Secure
アクセス認証に256bitAES方式RFIDカードを使用したプロフェッショナル向け2.5インチ外付けハードディスク。250GB、500GB。
Mobile Drive CLS
ラベリングができる2.5インチ外付けハードディスク。専用のCLS DOCK 3PORTSも発売。320GB、500GB、640GB。
Hard Drive XS
世界最小サイズの3.5インチ外付けハードディスク。256bitMD5方式パスワード保護機能を搭載。500GB、1TB、1.5TB、2TB、USB3.0 1TB、USB3.0 2.0TB、USB3.0 3TB。
- 外付けSSD

Mobile Drive Mg SSD
MacBookにマッチするマグネシウムエンクロージャーの外付けSSD。ThunderboltとUSB3.0ポートを備える。256GB。
Mobile Drive Mg SSD
アルミニウムのヘアライン加工されたケースが特徴の超薄型外付けSSD。USB3.0ポートを備える。128GB、256GB。
- 外付けハードディスク

Hard Drive Secure
アクセス認証に256bitAES方式のRFIDカードを使用したプロフェッショナル向け3.5インチ外付けハードディスク。1TB、1.5TB。
Hard Drive Quattro
eSATAインターフェース、FireWire800、400、USB2.0ポート搭載の3.5インチ外付けハードディスク。1TB、1.5TB。
Hard Drive Classicシリーズ
クラシックな外装で費用対効果の高い3.5インチ外付けハードディスク。USB3.0ポートを備える。1TB、2TB。
- Bluetooth 防水ワイヤレススピーカー

Tough Speaker
Bluetooth経由のワイヤレス音楽再生が可能な小型スピーカー。防水仕様でIPX7規格対応。色はオレンジ、レッド、ネイビーブルー。
- iVDR-S

iVDR-S HDD
著作権保護技術「SAFIA」に対応したカートリッジタイプのハードディスク。日立 のフルハイビジョンテレビ「Wooo」などの「iVDR-S」対応機器の録画用メディアとして使用可能。デザインはドイツの革新的プロダクトデザイナーである「ARMAN EMAMI」による。500GB、1TB。
- USBメモリ

USB OTG Tiny
microUSBと標準USBのデュアルポートを搭載したUSB3.0メモリ。32GB、64GB。
USB DataBar XXS
3mm厚のスリムラインを採用したキーリング付き超小型USB2.0メモリ。4GB、8GB、16GB、32GB。
USB BAR
オランダのデザイン事務所 Niels in Vorm と EigenID とのコラボレーションによるデザインのUSB2.0メモリ。4GB、8GB、16GB、32GB。
USB CLIP
USBスティックとペーパークリップが1つになった Arman Emami によるデザイン性の高いUSB2.0メモリ。4GB、8GB、16GB。カラーは4色。
USBカード
一般のクレジットカードサイズで厚さ2mmの薄型USB2.0メモリ。2GB、4GB、8GB。
- 過去の製品

Tough Driveファミリー
USB内蔵型2.5インチの耐衝撃仕様ハードディスク。2メートルの高さからの落下の衝撃に耐える。シリコンカバーのベーシックモデルを筆頭に、スポーツモデル、レザー調モデルなどをラインナップする。256bitMD5方式パスワード保護機能を搭載。250GB、320GB、500GB。

## 日本国外の製品
- Blu-ray Combo USB & FireWire
- MediaPlayer II 1.5TB + WLAN Adapter
- Universal Hard Drive Sleeve

## 沿革
- 1990年：ヨーロッパで初となるテープドライブのパラレルインターフェイス供給者となる
- 1991年：パラレル、シリアルインターフェイス両方を備えた初のテープドライブ
- 1993年：世界初のポータブルDATのパラレルインターフェイス
- 1994年：低価格の外付けCD-ROMが製品（リスト）ポートフォリオに追加される
- 1996年：マルチコネクション接続ができるハードドライブ、SWAPシステムで特許を取得
- 1997年：旅行者や携帯性に優れたインターフェイステクノロジーで特許を取得
- 1998年：USB-IDEAsic-USB CD-RW4xの初の供給者になる
- 1999年：ファイヤーワイヤー接続CD-RWとDVDドライブ初の供給者になる
- 1999年：フィリップス、シーゲート、東芝、富士通シーメンス、パナソニック、メモレックスの供給者となりOEMビジネスに参入
- 2000年：USB 2.0接続初の外付けオプティカルドライブを発売
- 2001年：8cm CD/MP3プレーヤー初の供給者となる
- 2002年：SYNCボタンの開発、ワンタッチで外付けハードディスクを同期
- 2002年：FM-10 PRO USB 2.0メモリースティック初の防水性、耐久性、永久保証
- 2003年：Beatmanフラッシュレコーダー、MP3プレーヤー初のライン入力機能搭載
- 2003年：USBカードプロ、USB記憶装置では初となる特許を取得したクレジットカード型のUSB記憶装置
- 2004年：DNSをストレージ製品に導入
- 2005年：Gatewayに製品を提供、Linuxおよびインテルベース初となるルーター機能搭載のNASシステム
- 2005年：DVB-T USB stickでDVBマーケット（市場）に参入
- 2005年：ToughDrive PRO 2.5インチ初の耐衝撃ハードディスクドライブ
- 2006年：データカード、さらにスリムなUSB Card PROの開発
- 2006年：ToughDrive XXS、1インチ初の耐衝撃ハードディスクドライブ
- 2006年：市場（マーケット）の新しいイメージを世に送り出す、製品の形、パッケージ（包装）、新しいデザインのウェブサイト
- 2006年：DVB-T PC Cardを発売
- 2006年：アルミニウム製のHDD 3.5インチとポータブルドライブ 2.5インチを発売
- 2006年：ISO certification 9001:2000を受賞
- 2006年：Skype対応製品を発売
- 2006年：DVD RWの新しいデザインを発表
- 2006年：FSG-3 WLAN を発売(ワイヤレスLinuxベースのストレージネットワークサーバ)
- 2006年：市場初となるeSATAハードディスク、Hard Drive Pro USB & eSATAを発売
- 2006年：Data Tankを発売、Freecomでは初となる二重ディスクRAIDソリューション1TB
- 2007年：ヨーロッパAvenuesとウェンガーとジョイントベンチャーにて「Swissgear」ノートPCバッグを発売
- 2007年：アジアに販路を拡大。台湾に新しくオフィスを開設
- 2007年：アルミニウム製のストレージでiF デザイン賞を受賞
- 2007年：DVB-T Scart, 世界最小DVB set-top-boxを発売
- 2007年：USBCardでred dot デザイン賞2007を受賞
- 2007年：Tough Driveでred dot デザイン賞2007の”Best of the Best”を受賞
- 2007年：Hard Drive Pro USB & FireWire 800/400を発売
- 2007年：Network MediaPlayer WLAN発売、市場初となるワイヤレスLANを搭載したメディアプレーヤー
- 2007年：2007年Q1で12製品が受賞
- 2007年：Data Barを発売、第３世代のフラッシュメモリースティック
- 2007年：ネットワークドライブ発売、ホームオフィスや小さいオフィス用に低価格、低ノイズを実現
- 2007年：Mobile Drive 2.5インチ USB & FireWireを発売
- 2007年：44製品で賞を受賞
- 2007年：Freecomの収益が 計2億1000万米ドルを達成
- 2007年：世界初となるモバイル250GB、Tough Drive 250GBを世に送り出す
- 2007年：Network Drive Proの発売、ギガビットマルチファンクションNAS
- 2007年：Music Palを発売、世界初無線LANインターネットラジオ
- 2007年：ToughDrive Pro U & F (white)の発売、世界初のファイヤーワイヤー・ケーブルを備えた耐衝撃HDD
- 2008年：Music Pal ワイヤレスインターネットラジオとMP3プレーヤーでiFデザイン賞2008を受賞
- 2008年：低価格のテラバイトサイズアルミニウムハードドライブ、Hard Drive XLで受賞
- 2008年：低価格なテープドライブのバルク製品を作ることで製品のポートフォリオを伸ばした
- 2008年：Media Player XSを発売―世界初となるUSBポートからTVが見られるモバイルデバイス
- 2008年：無限のホームエンターテイメントNetwork MediaPlayer-450 WLANを発表：映画、写真、音楽などがPCからHDMI経由でテレビやステレオに接続できます
- 2008年：Tough Drive”customize it yourself”デザイン賞を受賞
- 2008年：Appleヨーロッパと共同開発でヨーロッパのアップルオンラインストア用に各色のモバイルハードディスクを開発
- 2008年：世界最小の2.5インチモバイルドライブ、Mobile Drive XXSを発売
- 2008年：MACユーザー用に開発されたタイムマシン互換FireWireハードディスクを発売
- 2008年：Tough Drive Leatherを発売
- 2008年：世界最小の2.5インチモバイルドライブXXSシリーズに400、500GBモデルを追加
- 2008年：2008年に75製品で賞を受賞
- 2009年：Mobile Drive XXSでiFデザイン賞2009を受賞
- 2009年：世界初となる3Gインターネットラジオ、Music Pal 3Gを発売
- 2009年：三菱化学メディア株式会社がオランダのFreecom B. V.の全株式を買収[3]
- 2010年：Porter Classicと共同で1.8インチ 外付けハードディスク レザーモデルを発売
- 2010年：RFIDキーカード利用するHard Drive Secureを発売
- 2011年：iVDR市場に参入　Verbatimブランドより iVDR-S　500GBモデルを発売
- 2011年：Mac専用　HFS+フォーマットモデル　MGシリーズ発売
- 2012年：Thunderbolt(TM)を搭載したデュアルインターフェースポータブルHDDを発売
- 2012年：Mac向けポータブルHDD「Mgシリーズ」刻印サービスを開始
- 2013年：Apple Online Store にてMobile Drive Mg シリーズの販売を開始
- 2013年：ザ・コンランショップ にて Mobile Drive Mg 1TB U3 & Thunderbolt の販売を開始
- 2013年：Porter Classicと制作したカスタムメイドのポータブルHDD/iPad mini用ポーチの販売を開始
- 2013年：業務拡大のため千代田区大手町へ移転
- 2014年：次世代eコマースプラットフォーム「Origami」に出店
- 2014年：国内の Apple Store にて Mobile Drive Mg シリーズの販売を開始
- 2014年：3Dプリンティングの情報ポータル“3DSHOUT”を公開